# Luiz Gastão
Luiz Gastão Bittencourt da Silva (Petrópolis, 19 de Agosto de 1962), é um empresário e político brasileiro, filiado ao partido PSD, eleito para o cargo de Deputado Federal pelo Ceará.

## Biografia
Foi candidato à Prefeitura de Fortaleza em 2008, porém, renunciou da candidatura.
Virou Presidente da FECOMÉRCIO-CE, em 2021 se filiou ao PSD para disputar a eleição de 2022 para Deputado Federal, no qual se elegeu atingindo a votação de 96.537 votos.